# Besa (arme)
Pour les articles homonymes, voir Besa.

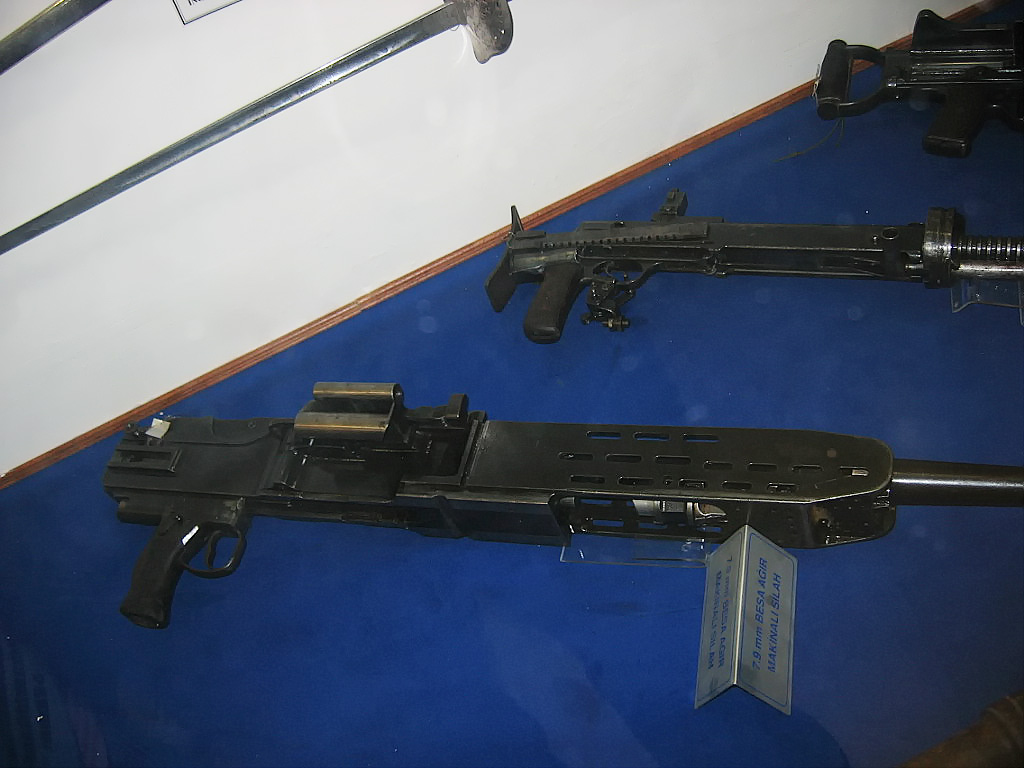
Besa

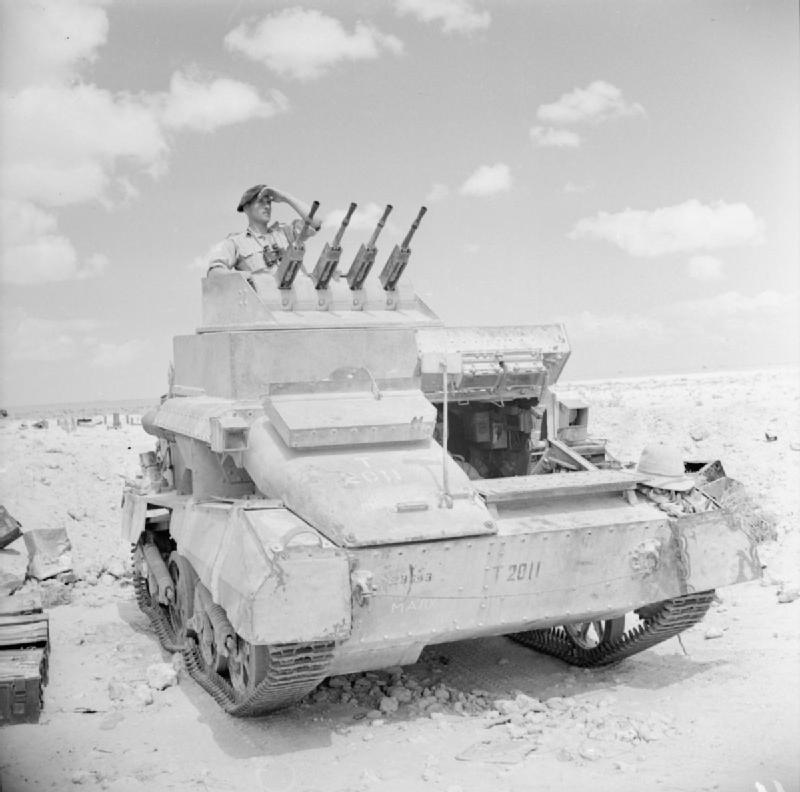
Des Besa montées sur un char léger.

La Besa (le nom provenant de la Birmingham Small Arms Company, BSA) est une version britannique de la mitrailleuse tchécoslovaque ZB-53 (en)  à refroidissement à air et alimentation par bande. De calibre 7,92 mm, elle a été largement utilisée par les forces armées britanniques durant la Seconde Guerre mondiale, montée sur les chars et autres véhicules blindés pour remplacer les mitrailleuses Vickers, plus lourdes et à refroidissement à eau.